# Гелот
Гело́т (тадж. Ғелот) — село у складі Хатлонської області Таджикистану. Входить до складу джамоату імені Худойора Раджабова Восейського району.
Населення — 3742 особи (2010; 3486 в 2009).
Через село проходить автошлях Р-25 Восе-Ховалінг.